# Luis Espinosa Cházaro
Luis Ángel Xariel Espinosa Cházaro (Guadalajara, Jalisco, 7 de mayo de 1974) es un político mexicano, miembro del Partido de la Revolución Democrática. Ha sido diputado federal en el periodo de 2012 a 2015 y nuevamente para el periodo de 2021 a 2024.

## Reseña biográfica
Luis Espinosa Cházaro es licenciado en Derecho egresado del Centro Universitario de Estudios Contemporáneos de Querétaro, tiene además una maestría en Administración, y diplomados en Capacitación en Procesos de Resolución de Conflictos y Mediación y en Ejecutivos en Alta Dirección.
Entre 1998 y 2001 fue asesor jurídico en el gobierno de Querétaro y en 2006 fue candidato del PRD a senador por el mismo estado, no habiendo logrado el triunfo. De 2006 a 2007 fue director de Regulación y Fomento Económico en la Secretaría de Desarrollo Económico del entonces Distrito Federal y luego entre 2008.y 2010 encabezó la oficina del PRD para Vinculación Empresarial y en 2011 fue asesor del presidente nacional del partido, Jesús Zambrano Grijalva.
En 2012 fue postulado y electo diputado federal por el Distrito electoral federal 11 de la Ciudad de México a la LXII Legislatura de ese año a 2015, y en la que fue secretario de la comisión de Energía; e integrante de las comisiones de Defensa Nacional; de Puntos Constitucionales; y de Vigilancia de la Auditoría Superior de la Federación. Además fue presidente la comisión especial de casos de corrupción ocurridos en Petróleos Mexicanos, señalados por la Auditoria Superior de la Federación de 2006, a la fecha, que hayan ocasionado daño patrimonial a la Nación.
En 2021 es electo diputado plurinominal por la lista del Partido de la Revolución Democrática y es el Coordinador de Diputados Federales del Grupo Parlamentario del PRD.
En 2024 hace pública su renuncia a la coordinación del grupo parlamentario y a su militancia en el Partido de la Revolución Democrática.